# Shannon Marketic
Shannon Marketic, née le 14 janvier 1971 à Phoenix (Arizona), est une actrice américaine, connue pour avoir été Miss Californie USA et Miss USA en 1992.